# Maryam Hosseinian
Maryam Hosseinian (persisch مریم حسینیان; * 21. März 1975 in Maschhad; † 1. August 2025) war eine iranische Schriftstellerin.

## Leben
Maryam Hosseinian studierte Geotechnik an der Firdausi-Universität Maschhad und zudem Persische Sprache und Persische Literatur an der Payame Noor University und der Firdausi-Universität Maschhad. Sie war für einen Literaturverlag und in den städtischen Publikationsorganen in Maschhad tätig. 1990 veröffentlichte sie ihr erstes literarisches Werk (Deutsch „Auch heute ist es zu spät“). Zu den Werken der Autorin zählen weitere Romane sowie eine Autobiografie über Krebs, die bislang in andere Sprachen nicht übersetzt wurden (We Are Dying Here, Bahar Bring Me Yarn). Sie engagierte sich in der Khorasan Fiction Literature Association und leitete verschiedene Belletristik-Workshops. Zusammen mit Sahar Dolatshahi veröffentlichte sie 2021 das Audio-Buch „Lady Deer“. Hosseinian war verheiratet mit dem Schriftsteller Mehdi Yazdani-Khoram. Sie starb am 1. August 2025 im Alter von 50 Jahren an den Folgen einer Krebserkrankung.